# Apuleu Cels
Apuleu Cels (llatí: Appuleius Celsus) va ser un metge de Centuripa a Sicília, tutor de Terenci Valent i d'Escriboni Llarg que va viure al segle i. Se'l suposa autor de Herbarium seu de Medicaminibus Herbarum, que està escrit sota el pseudònim Apuleu Bàrbar.